# Liste der denkmalgeschützten Objekte in Dobersberg
Die Liste der denkmalgeschützten Objekte in Dobersberg enthält die 17 denkmalgeschützten, unbeweglichen Objekte der Gemeinde Dobersberg.

## Denkmäler
| Foto |                 | Denkmal                                                               | Standort                                                          | Beschreibung | Metadaten |
| ---- | --------------- | --------------------------------------------------------------------- | ----------------------------------------------------------------- | --- | --- |
| ja   | Datei hochladen | Kriegerdenkmal HERIS-ID: 5998 Objekt-ID: 1873                         | gegenüber Kautzener Straße 37 Standort KG: Dobersberg             | Das Kriegerdenkmal für die Gefallenen des Ersten Weltkriegs wurde um 1920 errichtet. Im Zentrum steht ein ca. 4,5 Meter hoher Granitobelisk mit Lorbeerdekor, römischem Helm, zerbrochenem Schwert, Wappenrelief und eingraviertem Tatzenkreuz. Eine dunkle Marmorplatte nennt die Namen der Gefallenen aus Dobersberg und Goschenreith, darüber befindet sich eine eiserne Grablaterne. Bekrönt wird der Obelisk von einem kupferfarbenen Adler mit ausgebreiteten Schwingen. Dahinter steht eine geschwungene Natursteinmauer, ca. 8 Meter breit. Vor dem Obelisken liegt auf einem zweistufigen Podest eine Sandsteinfigur eines sterbenden Soldaten in Uniform. Die Anlage ist von einem eisernen Maschengitterzaun eingefasst und wurde 2012 renoviert.                                                                                   | BDA-Hist.: Q37869296 Status: § 2a Stand der BDA-Liste: 2025-06-30 Name: Kriegerdenkmal GstNr.: 745/2 Kriegerdenkmal Dobersberg           |
| ja   | Datei hochladen | Bildstock HERIS-ID: 5999 Objekt-ID: 1874                              | Kautzener Straße 32, in der Nähe Standort KG: Dobersberg          | Im Westen des Ortes steht ein abgefaster, im Typus des 17. Jahrhunderts gestalteter Tabernakelpfeiler aus Granit mit einem Kreuzsatteldach. | BDA-Hist.: Q37869323 Status: § 2a Stand der BDA-Liste: 2025-06-30 Name: Bildstock GstNr.: 938/3                                          |
| ja   | Datei hochladen | Schloss Dobersberg HERIS-ID: 5994 Objekt-ID: 1869                     | Schloßgasse 1 Standort KG: Dobersberg                             | Das Schloss Dobersberg ist ein dreigeschoßiges, vierflügeliges Renaissanceschloss mit quadratischem Grundriss und Ecktürmen. Ehemals war es ein befestigter Wirtschaftshof im Besitz von Lehensrittern, der seit 1305 urkundlich nachgewiesen ist. | BDA-Hist.: Q28050623 Status: Bescheid Stand der BDA-Liste: 2025-06-30 Name: Schloss Dobersberg GstNr.: 1/1 Schloss Dobersberg            |
| ja   | Datei hochladen | Amtsgebäude, ehem. Bräuhaus/Freihaus HERIS-ID: 14601 Objekt-ID: 10839 | Sparkassenplatz 10 Standort KG: Dobersberg                        | Das ehemalige Brauhaus wurde ab Mitte des 19. Jahrhunderts Amtsgebäude genutzt. Es hat eine historistische Fassade, ein mit 1763 bezeichnetes Rundbogentor, Fensterrahmen aus Stein, eine platzlgewölbte Durchfahrt und mit 1893 bezeichnete Uhrengaupen. | BDA-Hist.: Q37762087 Status: Bescheid Stand der BDA-Liste: 2025-06-30 Name: Amtsgebäude, ehem. Bräuhaus/Freihaus GstNr.: 125             |
| ja   | Datei hochladen | Kath. Pfarrkirche hl. Lambert HERIS-ID: 5992 Objekt-ID: 1867          | neben Kirchenstraße 7 (Pfarrhof) Standort KG: Dobersberg          | Die Pfarrkirche hl. Lambert, südlich des Hauptplatzes dominierend auf einem Hügel über der Thayasenke gelegen und von einer ehemaligen Friedhofsmauer umgeben, ist eine im Kern gotische, in der frühen Barockzeit und im 19. Jahrhundert veränderte Saalkirche mit barockem Westturm. Nach einem Brand im Jahr 1615 wurde sie weitgehend umgebaut und vergrößert. Für den Bau des mächtigen, viergeschoßigen Turms wurde Material des 1690 abgebrochenen Karners verwendet. Der den Turm bekrönende Spitzhelm stammt aus dem späten 19. Jahrhundert. | BDA-Hist.: Q37868945 Status: § 2a Stand der BDA-Liste: 2025-06-30 Name: Kath. Pfarrkirche hl. Lambert GstNr.: 150 Pfarrkirche Dobersberg |
| ja   | Datei hochladen | Friedhofskapelle HERIS-ID: 5993 Objekt-ID: 1868                       | Standort KG: Dobersberg                                           | Die 1766 erbaute Kapelle hat außen an der Fassade eine Faschengliederung und innen ein Platzlgewölbe. Zur Ausstattung zählen ein Friedhofskreuz von 1830 und Grabsteine aus der ersten Hälfte des 19. Jahrhunderts. | BDA-Hist.: Q37869009 Status: § 2a Stand der BDA-Liste: 2025-06-30 Name: Friedhofskapelle GstNr.: 837/3                                   |
| ja   | Datei hochladen | Pranger HERIS-ID: 5997 Objekt-ID: 1872                                | vor Hauptplatz 20 Standort KG: Dobersberg                         | Der Pranger am Hauptplatz – ein abgefaster Pfeiler mit Zapfenaufsatz – wurde Mitte des 17. Jahrhunderts errichtet. | BDA-Hist.: Q37869208 Status: § 2a Stand der BDA-Liste: 2025-06-30 Name: Pranger GstNr.: 926/5                                            |
| ja   | Datei hochladen | Bildstock HERIS-ID: 6000 Objekt-ID: 1875                              | westlich Kautzener Straße 198 Standort KG: Dobersberg             | Südöstlich vom Flugplatz Dobersberg steht ein mit 1670 bezeichneter Bildstock. | BDA-Hist.: Q37869365 Status: § 2a Stand der BDA-Liste: 2025-06-30 Name: Bildstock GstNr.: 608                                            |
| ja   | Datei hochladen | Bildstock HERIS-ID: 6001 Objekt-ID: 1876                              | Standort KG: Dobersberg                                           | Der Renaissance-Bildstock im Süden von Dobersberg, etwa 2,5 Meter hoch, wurde um 1570 aus Schremster Granit gefertigt. Er hat einen vierseitigen Fußblock und einen achteckig abgefasten Schaft mit den an den Übergängen vom Fuß zur Fase und von der Fase zur Kragenplatte für die Bauzeit typischen halbpyramidenförmigen Nasen. Die leicht vorspringende Kragenplatte trägt ein würfelförmiges Tabernakel mit einem polychromen Blechbild „Herz Mariens“. Den Abschluss bildet ein flaches Pyramidendach mit einem neueren Eisenkreuz mit aufgedrehten Enden. | BDA-Hist.: Q37869419 Status: § 2a Stand der BDA-Liste: 2025-06-30 Name: Bildstock GstNr.: 933/6                                          |
| ja   | Datei hochladen | Bildstock HERIS-ID: 6005 Objekt-ID: 1880                              | bei Goschenreith am Taxenbache 11a Standort KG: Goschenreith      | Der Bildstock am südlichen Ortsausgang ist ein mächtiger, achtseitiger Granitpfeiler des 17. Jahrhunderts mit einem Schmiedeeisenkreuz auf einem sattelförmigen Abschluss. | BDA-Hist.: Q37869677 Status: § 2a Stand der BDA-Liste: 2025-06-30 Name: Bildstock GstNr.: 549/6                                          |
| ja   | Datei hochladen | Ortskapelle hl. Michael HERIS-ID: 6004 Objekt-ID: 1879                | gegenüber Goschenreith am Taxenbache 18 Standort KG: Goschenreith | Die Ortskapelle hl. Michael, im Ostteil des Ortes an einer Querstraße gelegen, wurde 1852 errichtet. Der schlichte Bau hat eine eingezogene Halbkreisapsis und einen Dachreiter mit Zwiebelhelm hinter einem gestaffelt schwingenden Rundgiebel. Das moderne Altarblatt in Akanthusrahmen zeigt die hl. Maria mit Kind. | BDA-Hist.: Q37869644 Status: § 2a Stand der BDA-Liste: 2025-06-30 Name: Ortskapelle hl. Michael GstNr.: 542/7                            |
| ja   | Datei hochladen | Ortskapelle Hl. Familie HERIS-ID: 6007 Objekt-ID: 1882                | gegenüber Hohenau 19a Standort KG: Hohenau                        | Die Ortskapelle hl. Familie am Nordrand des Angers von Hohenau ist eine 1914–1916 erbaute, neugotische, dreiseitig geschlossene Kapelle mit gefaschten Spitzbogenfenstern und einem Portal in einer Spitzbogennische im vorgestellten, durch ein Pyramidendach bekrönten Fassadenturm. Im schabloniert ausgemalten Inneren sind eine Flachdecke, im Fünfachtelschluss ein Gratgewölbe sowie eine hölzerne Empore zu sehen. Die Kapelle hat ein neugotisches Nischenretabel mit Figuren (Maria mit Kind, hl. Josef und Schutzengel). Darüber hinaus gehören zur Ausstattung der hll. Maria und Josef mit Kind, das Gestühl aus der Bauzeit und eine Glocke, die 1763 von Johann Georg Scheichel gegossen wurde. | BDA-Hist.: Q37869734 Status: § 2a Stand der BDA-Liste: 2025-06-30 Name: Ortskapelle Hl. Familie GstNr.: 115/2                            |
| ja   | Datei hochladen | Ortskapelle Hl. Dreifaltigkeit HERIS-ID: 6009 Objekt-ID: 1884         | vor Merkengersch 11 Standort KG: Merkengersch                     | Die 1736 errichtete Ortskapelle von Merkengersch ist ein kleiner, innen flachgedeckter Spätbarockbau mit Rundbogenfenstern, gewölbter Halbkreisapsis und einem Dachreiter mit Zwiebelhelm. In der geschwungenen Rundgiebelfassade mit Putzpilastern steht eine Nischenfigur des hl. Florian. Über der Altarmensa ist ein Ölbild der Marienkrönung zu sehen, bezeichnet mit Anton Brunner 1803. Zur weiteren Ausstattung gehören eine Statuette der Maria mit Kind aus der ersten Hälfte des 18. Jahrhunderts, eine Schnitzfigur des hl. Florian aus dem 18. Jahrhundert, ein barockisierendes Vortragskreuz und das barocke Gestühl. | BDA-Hist.: Q37869919 Status: § 2a Stand der BDA-Liste: 2025-06-30 Name: Ortskapelle Hl. Dreifaltigkeit GstNr.: 1                         |
| ja   | Datei hochladen | Kath. Pfarrkirche hl. Georg HERIS-ID: 6010 Objekt-ID: 1885            | Reibers 38 Standort KG: Reibers                                   | Die Pfarrkirche St. Georg, erhöht im Nordteil des Ortes gelegen, ist eine breitgelagerte Hallenkirche, die in weiten Teilen im Jahr 1936 gebaut wurde. Der Westturm stammt aus dem Jahr 1903. Reibers wurde 1785 zur Pfarre erhoben und in der Folge wurde der ursprünglich einschiffige Bau verändert. | BDA-Hist.: Q37870103 Status: § 2a Stand der BDA-Liste: 2025-06-30 Name: Kath. Pfarrkirche hl. Georg GstNr.: 1                            |
| ja   | Datei hochladen | Ortskapelle hl. Michael HERIS-ID: 6011 Objekt-ID: 1886                | gegenüber Reinolz 12 Standort KG: Reinolz                         | Die Ortskapelle St. Michael, etwas erhöht am Dorfteich gelegen, ist ein schlichter Spätbarockbau des Jahres 1758, mit eingezogener Apsis, Rundbogenfenstern, umlaufendem Gesims, einer barocken Holztür in der Giebelfassade und einem Dachreiter mit Zwiebelhelm. Der Innenraum zeigt eine gekehlte Flachdecke, eine Apsiswölbung und Bandstuckornamente, die mit 1758 bezeichnet sind. Der Boden besteht aus Granit- und Ziegelplatten. Die schablonierte Ausmalung ist ein Werk des Jahres 1900. Zur weiteren Ausstattung zählen eine Holzempore, eine hölzerne Kommunionsbalustrade, ein Säulenretabel mit Knorpelwerk aus dem dritten Viertel des 17. Jahrhunderts, ein Altarblatt hl. Michael und Kirchenfahnen mit Ölbildern. Die Glocke wurde 1750 von Ignaz Begl gegossen.                                                            | BDA-Hist.: Q37870298 Status: § 2a Stand der BDA-Liste: 2025-06-30 Name: Ortskapelle hl. Michael GstNr.: 29                               |
| ja   | Datei hochladen | Ortskapelle Mariae Himmelfahrt HERIS-ID: 6012 Objekt-ID: 1887         | neben Riegers 7 Standort KG: Riegers                              | Die Ortskapelle von Riegers ist ein 1851 errichteter, nachbarocker, ortsteingerahmter Bau mit gefaschten Rundbogenfenstern. | BDA-Hist.: Q37870497 Status: § 2a Stand der BDA-Liste: 2025-06-30 Name: Ortskapelle Mariae Himmelfahrt GstNr.: 1                         |
| ja   | Datei hochladen | Ortskapelle hl. Laurentius HERIS-ID: 6013 Objekt-ID: 1888             | Standort KG: Schuppertholz                                        | Die Ortskapelle in der Angermitte von Schuppertholz ist ein spätbarocker Bau aus der Mitte/dem dritten Viertel des 18. Jahrhunderts mit Rundbogenfenstern und Pilasterfaschen, eingezogener Apsis und einem Giebelreiter mit neuem Zeltdach. Der Innenraum hat ein Tonnengewölbe über Gurten auf Pilastern, eine Empore sowie einen Granit- und Ziegelplattenboden. Der spätbarocke, in Fresko gemalte Säulenaltar verfügt über Figuren der hll. Johannes Nepomuk und Georg, ein Altarblatt des hl. Laurentius aus dem Jahr 1909 und ein aufgesetztes Ovalmedaillon mit Darstellung der hl. Familie. Zur weiteren Ausstattung zählen Schnitzfiguren der Maria mit Kind aus dem späten 17./frühen 18. Jahrhundert sowie der hll. Sebastian und Josef aus der Zeit um 1760, ein barockes Kreuzigungsbild und ein barockisierendes Vortragekreuz. | BDA-Hist.: Q37870566 Status: § 2a Stand der BDA-Liste: 2025-06-30 Name: Ortskapelle hl. Laurentius GstNr.: 58                            |